# Alpen-Windelschnecke
Die Alpen-Windelschnecke (Vertigo alpestris), auch Alpenwindelschnecke ist eine Schneckenart der Familie der Windelschnecken (Vertiginidae) aus der Unterordnung der Landlungenschnecken (Stylommatophora).

## Merkmale
Das Gehäuse der Alpen-Windelschnecke ist 1,8 bis 2 mm hoch und 1,1 mm breit (1,6 bis 2,15 × 0,9 bis 1,1 mm: Welter-Schultes). Es ist zylindrisch mit fünf gut gewölbten Windungen, die von einer tiefen Naht voneinander abgesetzt werden. Der letzte Umgang ist seitlich etwas abgeflacht und dadurch leicht geschultert. Die Mündung ist etwas höher als breit und im Umriss eiförmig mit Abflachungen an der Oberseite und der Außenseite. Der Mündungsrand ist nur wenig verdickt und nur schwach nach außen umgebogen. In die Mündung ragen drei bis vier lamellenähnliche Zähne hinein, ein parietaler, ein columellarer und ein bis zwei palatale Zähne. Sie stehen nahezu senkrecht von der Mündungswand ab. Das Gehäuse ist hell gelblich-braun und durchscheinend. Die Oberfläche ist mit sehr feinen und regelmäßigen Anwachsstreifen bedeckt und erscheint dadurch seidig glänzend.
Im Genitalapparat ist der Leiter der Zwitterdrüsen dunkel pigmentiert und am vorderen Ende etwas verdickt. Die Prostata ist klein und sitzt im hinteren Teil des Eisamenleiters. Der Penis ist sehr lang und der Samenleiter tritt am apokalen Ende in den Penis ein. Der Samenleiter ist sehr lang und dünn.
Im weiblichen Trakt des Genitalapparates ist der drüsige Eileiter relativ lang, der nichtdrüsige Eileiter relativ kurz. Die Vagina ist dagegen wieder relativ lang. Die Spermathek liegt am hinteren Ende des Eisamenleiters nahe der großen Eiweißdrüse (Albumendrüse). Der Stiel ist sehr lang.

## Ähnliche Arten
Das Gehäuse ähnelt dem Gehäuse der Gemeinen Windelschnecke (Vertigo pygmaea). Diese Art besitzt jedoch einen starken, dammartigen Nackenwulst, der dem Gehäuse der Alpen-Windelschnecke fehlt. Bei der Gemeinen Windelschnecke ist die Mündung mit vier bis sieben Zähnen bewehrt, die in der Gaumenregion an der Basis durch einen Callus miteinander verbunden sind.

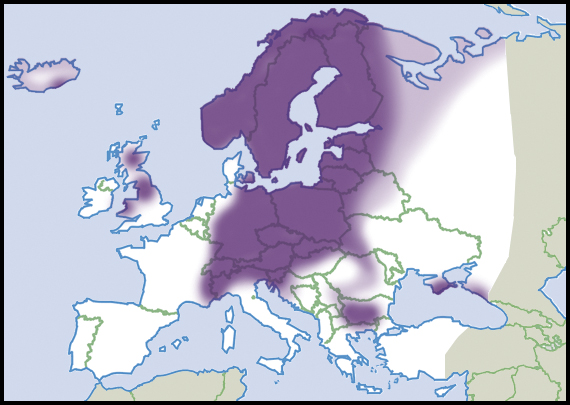
Verbreitung in Europa (nach Welter-Schultes, 2012)

## Geographische Verbreitung und Lebensraum
Das Verbreitungsgebiet der Alpen-Windelschnecke ist nordisch-alpin, d. h. Skandinavien bis Nordasien (Sibirien), die Alpen, Karpaten und die Mittelgebirge nördlich der Alpen. Auf den Britischen Inseln ist das Vorkommen auf Wales, Nordengland und Schottland beschränkt. Daneben gibt es einige isolierte Vorkommen auch im Flachland. Im Süden gibt es isolierte Vorkommen in den Gebirgen Bulgariens und der Krim. Ein weiteres isoliertes Vorkommen befindet sich auf den Inseln vor Neufundland und auf Island. In den Schweizer Alpen steigt sie bis auf 2400 m über Meereshöhe an.
Der Lebensraum der Alpenwindelschnecke sind Geröllhalden mit viel Laubstreu und Pflanzenmaterial, lichte, trockene Waldbestände und Kalkfelsen im Hochgebirge. Im Flachland kommt sie in lichten Wäldern auf Kalkböden vor. Im Hochgebirge ist sie in offenen und sonnigen Felsen, lichten trockenen Wäldern, bewachsene Geröllhalden und auch im Moos zu finden. In England und Wales lebt sie fast ausschließlich auf und in alten Steinwällen und Mauern.

## Taxonomie
Die Art wurde von Joshua Alder bereits als Vertigo alpestris erstmals publiziert. Allerdings schreibt er die Art dem „Baron de Férussac“ zu, dessen Exemplare aus den Alpen stammen sollen. Alder hatte jedoch nur Exemplare aus England zur Verfügung und zu den Exemplaren von Férussac schreibt er, dass sie bisher seiner Kenntnis nach nicht publiziert worden seien. Das Taxon muss daher Joshua Alder allein zugeschrieben werden. Die Fauna Europaea verzeichnet drei Synonyme:
- Pupa leontina Gredler, 1856[6]
- Pupa shuttleworthiana L. Pfeiffer, 1847[7]
- Pupa tatrica Hazay, 1885[8]

Manche Autoren unterteilen das Taxon in zwei Unterarten:
- Vertigo alpestris alpestris, die Nominatunterart und
- Vertigo alpestris uturyotoensis Kuroda & Hukuda, 1944

## Gefährdung
In Deutschland ist die Art vom Aussterben bedroht (Gefährdungskategorie 1).